# So gut wie tot – Dead Like Me: Der Film
So gut wie tot – Dead Like Me: Der Film (Originaltitel: Dead like Me: Life After Death) ist ein US-amerikanischer Fantasyfilm von Stephen Herek aus dem Jahr 2009. Er setzt die Handlung aus der Serie Dead Like Me – So gut wie tot (2003–2004) fort. Es ist eine Direct-to-DVD-Produktion und erschien am 17. Februar 2009 im Handel. In Deutschland wurde der Film im Free-TV am 30. Juli 2011 auf RTL II ausgestrahlt.

## Handlung
Der Film spielt fünf Jahre nach der ersten Serienfolge: Die Gruppe Seelensammler hat die Aufgabe, die Seelen der Menschen zu extrahieren, die im Begriff sind zu sterben. Ihr Treffpunkt, das Waffle Haus, ist niedergebrannt, am selben Tag an dem auch ihr Anführer Rube verschwindet. Daraufhin lernt sie bald ihren neuen Chef, Cameron Kane kennen, einen schlauen Geschäftsmann, der am 11. September 2001 beim Sturz vom World Trade Center ums Leben kam. Er stattet sie mit farblich abgestimmten Smartphones aus und verwöhnt sie mit luxuriösen Unterkünften. Die Gruppe beginnt Missetaten zu begehen und die Unsterblichkeit für finanziellen Gewinn zu missbrauchen.
George Lass wird von der Zeitarbeitsfirma Happy Times entlassen, nachdem sie einen Mitarbeiter angeschrien hat, weil er einen Bericht zu spät geliefert hat. Der Mitarbeiter kündigt und verklagt sie später wegen Belästigungen. George enthüllt ihrer Schwester Reggie ihre wahre Identität. Sie hilft ihr den Tod ihres Freundes Hudson Hart vorzubereiten.
Georges Freunde konfrontieren Kane und erfahren, dass er erkannt hatte und sich nicht darum kümmerte, dass die "Kieselsteine" ihrer Missetaten anderswo "Wellen" des Unglücks verursachen würden. Unzufrieden mit seinem Führungsstil versuchen sie herauszufinden, wie genau ein Seelensammler getötet werden kann. Sie beschießen und ertränken ihn ohne Wirkung, bevor sie ihn schließlich zerstückeln und einäschern. Seine Asche wird dann zusammen mit der von Maunzi, der Katze von Georges Chef Delores, in die Umlaufbahn geschossen. Beim Start teilt Delores George mit, dass der Angestellte, der sie wegen Belästigung verklagt hatte, dies bei mehreren früheren Jobs des Angestellten getan hatte, und George wird wieder eingestellt, jetzt mit einem Eckbüro.
Die Seelensammler gehen weg und fragen sich, wer ihr neuer Chef sein wird. Nachdem George gesehen hat, wie ihre Schwester und Mutter in den Urlaub gefahren sind, wird sie plötzlich von Post-Its überschüttet, die vom Himmel fallen – die auch ihr ehemaliger Anführer Rube für seine Aufträge an die Gruppe verwendet hatte. Sie wurde zur neuen Anführerin der Gruppe gewählt.

## Produktion
Im April 2007 gab MGM bekannt, mehrere Direct-to-DVD-Filme und Fortsetzungen zu entwickeln. Der erste unter ihnen war ein Film, der auf der Serie Dead Like Me basiert.
Als Regisseur wurde Stephen Herek verpflichtet. Mit Ausnahme der Schauspieler Laura Harris und Mandy Patinkin kehrte der Rest der original Besetzung zurück. Patinkin spielte in der Serie die Rolle des Rube Sofer. Seinen Platz übernahm Henry Ian Cusick, welcher im Film die neue Rolle des Cameron Kane verkörperte. Harris wurde im Film von Sarah Wynter ersetzt, die ihre Rolle der Daisy Adair übernahm. Serienschöpfer Bryan Fuller, der die Serie nach vier Folgen verließ, war bei der Produktion des Films nicht beteiligt.

## Synchronisation
Die deutschsprachige Synchronbearbeitung fertigte, wie schon bei der Serie, die Berliner Synchron an, Dialogregie führte erneut Heike Kospach, die auch das Dialogbuch schrieb. Für den Film wurden einige Sprechrollen umbesetzt. 
| Rolle                 | Schauspieler      | Synchronsprecher  |
| --------------------- | ----------------- | ----------------- |
| Georgia „George“ Lass | Ellen Muth        | Anne Helm         |
| Roxy Harvey           | Jasmine Guy       | Andrea Aust       |
| Daisy Adair           | Sarah Wynter      | Victoria Sturm    |
| Mason                 | Callum Blue       | Norman Matt       |
| Joy Lass              | Cynthia Stevenson | Sabine Arnhold    |
| Reggie Lass           | Britt McKillip    | Josephine Schmidt |
| Delores Herbig        | Christine Willes  | Marianne Groß     |
| Cameron Kane          | Henry Ian Cusick  | Markus Pfeiffer   |